# Platja del Claper
La platja del Claper és una platja natural del municipi de Portbou (Alt Empordà) situada sota uns penya-segats, a un quilòmetre al sud de la població, darrere del Port de Portbou. Té una longitud de 25,4 m i una amplada de 7 m, de sorra de gra gruixut barrejada amb grava i pedres petites, i el pendent d'entrada al mar és bastant accentuat. S'hi accedeix per una llarga i costeruda escalinata, que arranca des del mirador de la carretera N-260a. Aquest mirador havia estat anys enrere l'abocador d'escombraries de Portbou.